# 曹駿
曹 駿（そう しゅん、1990年8月6日 - ）は、中国のプロレスラー。本名：曹 駿（ツァオ ジュン）。

## 経歴
父親が横浜中華で仕事をしていた関係で、2001年に来日。中学、高校で6年間柔道部に所属して初段を取得。武相高等学校3年時には団体戦で県大会3位の成績を残した。中学時代にプロレスを観戦して武藤敬司に憧れを抱く。
2009年6月に武藤が率いる全日本プロレス入団。武藤からは「体も大きいし日本語も堪能。しっかり教えて『中国の力道山』のようなレスラーに育てたい」と大きな期待を寄せてトレーナーのカズ・ハヤシからは「体の割にシャープに動ける。身体能力はあるので、努力次第では1年以内のデビューも可能だと思う」と評価されていた。
2010年4月19日、約10ヵ月の練習生期間を経て横浜赤レンガ倉庫1号館にて、同じく大型レスラーの河野真幸を相手にデビュー戦を行った。
5月16日、同年にデビューした先輩の中之上靖文とシングルで対戦。結果デビュー1ヶ月弱で初勝利をもぎ取った。しかし、21日熊本大会の試合前、右橈骨骨折で全治六ヶ月と診断されてしまい、長期欠場を余儀なくされる。
2011年7月9日、埼玉久喜大会で、およそ1年2ヶ月ぶりに復帰。7月31日名古屋大会では、中之上から復帰後の初勝利を奪う。
9月11日、TEAM ビチッと!の件でダーク・オズ、ダーク・クエルボに襲われているKENSOを救出。TEAM ビチッと!に加入。
10月から日本でのビザの取得のため、一時中国へ帰国。
2012年12月13日、引退を発表。これまで両親の扶養家族として来日していたが、全日本プロレスが会社としてビザ取得に協力することが困難で両親の健康状態も優れないため、「先行きが不安定な日本のプロレス界にいるより別の方向に進むことを決めました。まずは一般人として働くつもりです」とした。

## 得意技
天崩地烈
走ってきた相手に仕掛けるカウンター式浴びせ倒し。
バックフリップ

## 入場曲
- sousyun